# Santa María Camotlán
Santa María Camotlán är en kommun i Mexiko.   Den ligger i delstaten Oaxaca, i den sydöstra delen av landet, 230 km sydost om huvudstaden Mexico City.